# 陡沟街道
陡沟街道，是中华人民共和国山東省济南市市中区下辖的一个乡镇级行政单位。

## 行政区划
陡沟街道下辖以下地区：
郑庄村、仁里村、红卫村、董庄村、鸡耳屯村、立新村、东风村、红星村、陡沟村、大庙屯村、马家庄村、丰齐村、杜家庙村、袁庄村、新平村、双庙屯村、赵庄村、杨台村、岳而村、小庄村、黄山店村、殷家林村和北桥村。

## 人口
2010年中国第六次人口普查时，陡沟街道共有人口27036人。共有家庭7628户，平均每户3.53人。14岁以下的少年儿童共4364人，占总人口16.14%；15-64岁人口共20155人，占总人口74.54%；65岁及以上的老年人共2517人，占总人口的9.309%。男性共计13226人，占总人口48.91%；女性共计13810，占总人口51.08%。本地居住的人口中，拥有本地户籍的人口为25074人，占92.74%。